# GAYtv
Về kênh truyền hình khác tại Ý, xem GAY.tv.
Gay TV là một kênh truyền hình cáp dành cho khán giả đồng tính tại Anh bởi hãng Sky và hãng Virgin Media trình chiếu từ 20:00 giờ đến 05:30 giờ mỗi ngày.
Bắt đầu trình chiếu từ 2004, kênh truyền hình này chủ yếu trình chiếu những bộ phim khiêu dâm đồng tính, nhưng sau đó, kênh đã trình chiếu những chương trình nhẹ nhàng hơn như Laguna Beach Love Affair.
Năm 2007, Gay TV trở thành kênh truyền hình đồng tính duy nhất trên mạng lưới Sky.
Vào ngày 22 tháng 4 năm 2008, Gay TV được xuất hiện trong hệ thống Virgin Media với kênh số 485.
Ngày 7 tháng 4 năm 2011, Gay TV đã bị loại bỏ khỏi Sky và Flirt TV (đồng thời cũng từ hãng RHF Productions) nhưng lại được thêm vào phần Hẹn hò trong hệ thống EPG với kênh 879. Gay TV sau đó cũng đã chấm dứt hợp đồng với Virgin Media trong cùng ngày.